# Покровка (Дністровський район)
Покро́вка — село у Сокирянській міській громаді Дністровського району Чернівецької області України.

## Історія
З 24 серпня 1991 року село входить до складу незалежної України.
17 липня 2020 року, в результаті адміністративно-територіальної реформи та ліквідації Сокирянського району, село увійшло до складу Дністровського району.